# Walcot
Walcot är en stadsdel i Bath, i distriktet Bath and North East Somerset, i grevskapet Somerset, i England. Stadsdelen hade 5 507 invånare år 2021. Walcot var en civil parish fram till 1900 när blev den en del av Bath. Civil parish hade 24 899 invånare år 1891.